# Nakamaki Daisuke
Daisuke Nakamaki (sinh ngày 27 tháng 5 năm 1986) là một cầu thủ bóng đá người Nhật Bản.

## Sự nghiệp câu lạc bộ
Daisuke Nakamaki đã từng chơi cho JEF United Chiba, Fagiano Okayama và FC Ryukyu.